# Basilica di San Gennaro ad Antignano

L'interno della basilica minore pontificia di San Gennaro ad Antignano

La basilica minore pontificia di San Gennaro ad Antignano è una delle chiese monumentali di Napoli; si erge nella V Municipalità Arenella-Vomero, nella Circoscrizione Vomero, in via San Gennaro ad Antignano nº 82.
La basilica fu iniziata il 27 dicembre 1904 e terminata nel 1968, fu creata basilica minore dal papa Pio X il 17 marzo 1905, dichiarata "pontificia" nel 1912 ed eretta a parrocchia nel 1956 dall'arcivescovo di Napoli cardinale Marcello Mimmi, attualmente aggregata alla parrocchia di San Giovanni Battista dei Fiorentini) della Zona Vomero del 5° Decanato dell'arcidiocesi di Napoli.

## Storia
Sorge nei pressi del luogo in cui, nel 315, si verificò, per la prima volta, il prodigio della fusione del sangue di san Gennaro, dopo che, nel 1897, era stata eseguita la demolizione della cappelletta memoriale (da cui il luogo trae la denominazione popolare di "abbasci'ê ccappelle" (dal napoletano: "giù alle cappelle", le quali erano, per l'appunto, due, dedicate, rispettivamente, a san Gennaro e a san Pietro), e dopo il fallimento del progetto, voluto da Ferdinando II di Borbone, di realizzazione d'una basilica modellata su quella di San Francesco di Paola, progettata da Francesco Cappelli e Giuliano Taglialatela.
L'edificio religioso originario fu fondato nel corso del Medioevo, in data tuttora ignota; tuttavia, nel XVII secolo, Camillo Tutini e Carlo Celano riportano la presenza di "un altarino e sopra di esso la testa di marmo del Santo", eretto in epoca assai risalente, e già meta di fastose processioni da parte dei numerosi fedeli.
Nel 1707 la duchessa di Diano Brigida Spinola, vedova del Marchese di Ramonte Marcello Calà, e suo figlio Filippo Ossorio olim Calà, Marchese di Villanova, proprietari del terreno ove sorgeva l'edicola, commissionarono l'erezione di "una volta a mo' di cappella". Sulla facciata di tale complesso fu posta la summenzionata testa del Santo, di fattura cinquecentesca, ad oggi incorporata in un monumento in piperno posto nei pressi di via Conte della Cerra, mentre all'interno si trovava una lapide commemorativa della fondazione.
Sul finire del secolo la detta cappella dedicata a San Gennaro divenne possesso della famiglia Vacchiano e prese, forse, a chiamarsi col nome dei proprietari (nello specifico cappella Vacchiano), i quali, in seguito, la vendettero al re Ferdinando II di Borbone nel 1857, che progettò di realizzarvi una basilica che tuttavia rimase incompiuta a causa della caduta della dinastia borbonica.
Nel 1897 (forse 1895) il complesso fu abbattuto, nonostante Vittorio Emanuele II l'avesse dichiarato monumento nazionale nel 1861.
Nel 1902 il monsignore Gennaro Sperindeo (1870 - Napoli, 1954) programmò la realizzazione d'una chiesa mediante raccolta di elemosine, vista l'indignazione degli abitanti della zona per l'abbattimento della vecchia Cappella e anche in occasione del sedicesimo centenario del martirio di san Gennaro.
Il terreno che avrebbe dovuto ospitare la costruenda basilica fu, in un primo momento, individuato in quello di fronte (dall'altro lato della strada, quello a sud, dove era collocata da cappella abbattuta) al quale, poi, effettivamente, fu costruita la basilica.
Il primo terreno era esposto a nord e, quindi, la facciata della basilica sarebbe stata buia e, data la pendenza nord-sud della strada, infossata; esso fu permutato con quello di fronte (a nord) e si iniziarono i lavori di costruzione.
Il 27 dicembre 1904 fu posta la prima pietra e il 10 settembre 1905 fu inaugurata, aprendo al culto solo la cripta. I lavori proseguirono con molto rilento per problemi finanziari.
Il 19 settembre 1932 fu aperta al culto tutta la basilica, ma doveva essere ancora rifinita, mancando finanche il rivestimento della facciata.
Nel 1968 la basilica fu definitivamente completata.
Non lontano dal fabbricato, all'inizio di via della Cerra, si erge un'edicola risalente al 1941, con un'effigie marmorea della testa di san Gennaro, prelevata dalla preesistente cappella Vacchiano, eretta, nel 1707, dai proprietari della vicina villa Pontaniana, sul medesimo sito e sempre intitolata al santo, per commemorare, secondo la leggenda, la prima miracolosa liquefazione del suo sangue, avvenuta, seconda una tradizione locale, al passaggio delle ossa del martire lungo quella strada sotto l'impero di Costantino.

## Architettura
La basilica fu progettata, tra il 1902 ed il 1904, dall'Ing. Giuseppe Pisanti (Ruoti, 19 novembre 1826 - Napoli, 28 novembre 1913), con la collaborazione nella realizzazione della progettazione dell'ing. Silvio Castrucci (Alvito, 21 novembre 1854 - Alvito, 31 agosto 1919), che ne fu anche Direttore dei Lavori, sostituiti poi, alla loro morte, nel 1919, dall'Ing. Gaetano Cappa, che diede inizio alla copertura della basilica, lavori terminati nel 1932.
La pianta della basilica è a croce latina, a 3 navate che terminano con 3 absidi semicircolari; quella di centro è di larghezza maggiore delle laterali e sono divise da 12 colonne in granito grigio con capitelli corinzi in marmo bianco, ricalca lo stile romanico e paleocristiano del IV secolo d.C., del quale in Italia esistono oggi visibili solo pochissime evidenze, in riferimento al secolo in cui San Gennaro subì il martirio, ma rivisitato in chiave eclettica.
Il caratteristico effetto policromo a contrasto, della facciata e delle pareti, è dato dalla varietà alternata dei materiali dei paramenti murari:
- in opus vittatum, conci di tufo giallo napoletano con fasce orizzontali in mattoni di laterizio rossi;
- in opus reticulatum, di tufelli gialli napoletani e neri; inoltre, i contrasti cromatici e dei materiali utilizzati si hanno anche tra:
- le colonne di granito grigio e le cornici di marmo bianco;
- nelle colonne stesse, i capitelli di marmo bianco ed i basamenti di travertino o pietra di Bellona grigia;
- le porte di bronzo e le relative armature di ferro.

Il soffitto è a capriate in legno.
La facciata è a frontone con due spioventi laterali; i portali sono 3 ed hanno vani rettangolari.

## Opere d'arte
All'interno della basilica sono esposte le seguenti opere d'arte:

### Altare maggiore e ciborio
All'incrocio tra la navata e il transetto, in asse verticale con la cupola, è collocato l'altare maggiore all'infuori dell'abside, costruito da una mensa in marmo bianco, sul modello della basilica di Santa Cecilia in Trastevere a Roma con pannelli verticali squamati, su quello anteriore con il monogramma di Cristo o crismon sulla parte liscia centrale, su quello posteriore una croce sulla parte liscia centrale.

Sul davanti c'è una piccola grata metallica che fa da sfogatoio della cripta sottostante.
Un semplice ciborio a volta a vela in marmo bianco, con in cima un piccolo crocefisso, sorretto da 4 colonne scanalate con capitelli corinzi, il tutto in marmo bianco, sovrasta l'altare maggiore.
I bassorilievi in marmo bianco, così come l'altare maggiore ed il ciborio sono opere di Michele Parlati (Montescaglioso, 1867 - 1938).

### Mosaico
Nel catino absidale della navata centrale c'è un mosaico policromo raffigurante san Gennaro orante, dal titolo Sancto Martyri Ianuario, con sotto una scritta: "NE CESSES PRO NOBIS CLAMORE AD DOMINI", eseguito negli anni sessanta, opera della scuola dello Studio del Mosaico Vaticano diretta dal professor Giovanni Bencivenga, sul modello delle pitture delle catacombe di San Gennaro a Napoli.

### Quadri
Nella parete interna della facciata, sopra il portale, a sinistra, in corrispondenza della navata destra c'è un quadro su tela raffigurante san Pietro, mentre sopra il portale, a destra, in corrispondenza della navata sinistra, c'è un quadro su tela raffigurante san Paolo.
Nel transetto sinistro, sulla parete di sinistra, al centro, c'è un quadro su tela raffigurante sant'Alfonso Maria de' Liguori.
Nell'abside della cappella absidale della navata sinistra c'è un quadro su tela raffigurante la Madre del Buon Consiglio, opera di Raffaele Spanò (Napoli, 1817 - 1884).
Nel transetto destro, sulla parete di fondo, al centro, c'è un quadro su tela raffigurante il sogno di san Giuseppe.
Nella navata destra, sulla parete destra, in corrispondenza della 2ª colonna di destra, c'è un quadro su tela raffigurante la Madonna del Rosario di Pompei con san Domenico e santa Caterina.
Nell'anticamera della sagrestia, sulla parete di sinistra, ci sono due quadri a tela, il primo raffigurante la Madonna del Rosario di Pompei con san Domenico e santa Caterina, il secondo raffigurante la Madonna con Bambino e rose, del 1937, opera di Rosina Cuoco.

### Statua
Nel transetto sinistro, sulla parete di fondo, al centro, c'è una statua lignea policroma raffigurante San Gennaro benedicente, dal titolo Divo Ianvario Patrono Praestantissimo, poggiante su un basamento di marmo bianco, opera di Gaetano Chiaromonte (Salerno, 1872 - Napoli, 1962).

### Bassorilievi
Sulla facciata esterna, sotto il geison, a mo' di metope, ci sono 5 bassorilievi quadrati di marmo bianco, raffiguranti i simboli tetramorfi dei 4 Evangelisti e centralmente con una croce latina inscritta in una corona d'alloro innastrata, da sinistra a destra:
- uomo alato con Vangelo aperto (=san Matteo apostolo ed evangelista);
- leone alato con Vangelo aperto (=san Marco evangelista);
- croce latina inscritta in una corona d'alloro innastrata (=Gesù Cristo);
- bue alato con Vangelo aperto (=san Luca evangelista);
- aquila (=san Giovanni evangelista).

Sulla facciata esterna, sotto l'architrave del portale principale, c'è un bassorilievo rettangolare di marmo bianco, raffigurante il busto orante di san Gennaro, inscrito in un medaglione circolare, sorretto da 2 angeli, uno portante un Vangelo su cui sono appoggiate le due ampolle contenenti il sangue del santo, l'altro un ramo di palma e benedicente.
Sulle due testate del basamento della gradinata d'accesso, ci sono 2 lastre di basalto con un bassorilievo, raffigurante lo stemma pontificio, chiavi incrociate (decussate) sormontate dal triregno, per rendere evidente l'essere basilica minore pontificia.
Nella navata destra, sulla parete destra, al centro, tra la 3ª e la 5ª colonna di destra, c'è un bassorilievo rettangolare, di marmo bianco, raffigurante e dal titolo Traslazione del Corpo di San Gennaro, del 1936, opera di Vincenzo Meconio (Napoli, 1900 - Napoli, 1945).

### Lapidi commemorative
Nella basilica ci sono due lapidi commemorative di marmo bianco con iscrizioni in cinabro.
La prima, del 1932, posizionata nella navata sinistra, sulla parete sinistra, al centro, tra la 3ª e la 4ª colonna di sinistra, riporta in latino:
HOC PRAECLARUM AC VENERABILE TEMPLUM

DIVO IANUARIO PRINCIPI PATRONO SACRUM

E FUNDAMENTIS EXCITATUM

LABORIOSA POPULARI STIPE UNDIQUE RECOLLECTA

PIUS X SPONTE SUA AN. R. S. MCMV

TRIBUS CHIROGRAPHIS SUBSEQUENTIBUS AP LITTERIS CONFIRMATIS

SUPREMO BASILICAE ORNAVIT TITULO

ATQUE PONTIFICIA DELEGATIONE CONSTITUTA

SUI IURIS FECIT DECREVIT

IANUARIUS SPERINDEO

A BENEDICTO XV AD PONTIFICII DELEGATI GRADUM ELATUS

PIO XI PONTEFICE MAXIMO

CIVIBUS OMNIUM ORDINUM GESTIENTIBUS

SOLEMNITER DICAVIT

XIV KALENDAS OCTOBRES AN. R. S. MCMXXXII

PISANTI CASTRUCCI ET CAPPA ARCHITECTIS

OPUS ET ARTEM CURANTIBUS»
La seconda, del 1934, posizionata nel transetto sinistro, sulla parete di fondo, a sinistra, riporta in italiano:
GRATA A QUEI GENEROSI

CHE PER IMPULSO DI FEDE

MUNIFICAMENTE CONTRIBUIRONO

ALL'EDIFICAZIONE DI QUESTA BASILICA

LA AFFIDA ALLA SPECIALE PROTEZIONE

DI SAN GENNARO

E NE TRAMANDA I NOMI

AI POSTERI

---

BENEDETTO XV P.M.

PRINCIPESSA ISABELLA ARAGONA PIGNATELLI CORTES

MARCHESA GIULIA MEZZACAPO MASTRILLI

CONTE MARINO SALUZZO DI CORIGLIANO

DOTT. GAETANO MARESCA

SIG.RA CLARA MARSON CRAWFORD

SIG.RA MARGHERITA MASTRILLI DEI MARCH. DI GALLO

MARCHESA ANNA DIANA

16 DICEMBRE 1934»

## Rettori e parroci
Di seguito il cronotassi dei rettori e dei parroci della basilica:
- 1904-1954 - Monsignor Gennaro Sperindeo (1870 - Napoli, 1954), Rettore (1905-1954)[14]
- 1954-1956 - Sacerdote Vincenzo Molino, Rettore (1954-1956)
- 1956-2000 - Monsignor Gennaro Errico (+Napoli, 30 settembre 2000), Rettore (1956-2000) e Parroco (1956-2000)
- 2000-2007 - Amministrazione Straordinaria e Diretta dell'Arcidiocesi di Napoli (sotto la guida del Vice-Rettore sac. Costantino Regna)
- 2007-oggi - Monsignor Luigi Palumbo (*1939), Rettore (2007-oggi)

## Pubblicazioni
La chiesa prima e la basilica poi ebbero una propria pubblicazione, che nel corso degli anni prese le seguenti denominazioni:
- .. 1903 - settembre-ottobre 1905: Bolletino mensile per la riedificazione della chiesetta di S. Gennaro ad Antignano;
- novembre-dicembre 1905 - luglio-agosto 1907: Bollettino mensile per la edificazione della Basilica di S. Gennaro ad Antignano (dal nº 6 della III Annata);
- settembre-dicembre 1907 - novembre-dicembre 1910: Bollettino mensile per la edificazione della Basilica Pontificia di S. Gennaro ad Antignano (dal nº 5-6 della V Annata);
- gennaio-febbraio 1911 - .. ..: Bollettino mensile tre volte benedetto da S.S. per la edificazione della Basilica Pontificia di S. Gennaro ad Antignano (dal nº 1 della IX Annata).

## Riferimenti letterari
La basilica e la relativa via sono citate in alcuni brani letterari:
(Vincenzo Leone, Mai un sorriso, 2000, pag. 34.)
(Vincenzo Leone, Mai un sorriso, 2000, pag. 87.)
(Domenico Starnone, Via Gemito, 2003, pag. 139.)